# Specklinia gracillima
Specklinia gracillima är en orkidéart som först beskrevs av John Lindley, och fick sitt nu gällande namn av Alec M. Pridgeon och Mark W. Chase. Specklinia gracillima ingår i släktet Specklinia och familjen orkidéer. Inga underarter finns listade i Catalogue of Life.